# Sarlat-la-Canéda
Sarlat-la-Canéda (okcitansko Sarlat e La Canedat) je naselje in občina v jugozahodni francoski regiji Nova Akvitanija, podprefektura departmaja Dordogne. Sarlat in La Canéda sta bili različni mesti, dokler se leta 1965 nista združili v eno občino. 

## Geografija
Mesto Sarlat je v regiji, znani v Franciji kot Périgord Noir obdani z gozdnatimi griči. Mesto s svojo srednjeveško mestno podobo, ki sega v 13. do 16. stoletje in daje vtis uradnega in trgovskega mesta Ancien Régime, je turistično središče regije. Leži v jugovzhodnem delu departmaja Dordogne, 7 km severno od reke Dordogne.
Železniška postaja Sarlat ponuja vlake do Bergeraca, Bordeauxa in Périgueuxa.
Občina je opremljena tudi z letališčem Brive Vallée de la Dordogne (50 km), letališčem Bergerac Roumanière (70 km) in dvema avtobusnima linijama.

## Uprava
Kanton Sarlat-la-Canéda je upravna enota departmaja Dordogne v jugozahodni Franciji. Njegove meje so bile spremenjene z reorganizacijo francoskega kantona, ki je začela veljati marca 2015. Njegov sedež je v Sarlat-la-Canéda.
Sestavljajo jo naslednje občine:
1. Beynac-et-Cazenac
2. Marcillac-Saint-Quentin
3. Marquay
4. Proissans
5. La Roque-Gageac
6. Saint-André-d'Allas
7. Sainte-Nathalène
8. Saint-Vincent-de-Cosse
9. Saint-Vincent-le-Paluel
10. Sarlat-la-Canéda
11. Tamniès
12. Vézac
13. Vitrac

Okrožje Sarlat-la-Canéda ima 136 občin. Njegovo prebivalstvo je 81.863 (2016), njegova površina pa 2273,1 km².

## Zgodovina
Sarlat je srednjeveško mesto, ki se je razvilo okoli velikega benediktinskega samostana karolinškega izvora. Srednjeveška stolnica Sarlat je posvečena svetemu Sacerdosu. Ta samostan se v zapisih pojavlja že leta 1081 in je bil eden redkih v regiji, ki ga niso napadli Vikingi. Ime za samostansko cerkev je bilo do leta 1318 sv. Sacerdos; v 20. stoletju je postala stolnica pod papežem Janezom XXIII.
Ker je moderna zgodovina večinoma šla mimo njega, je Sarlat ostal ohranjen in eno najbolj reprezentativnih mest Francije 14. stoletja. Njegovo zgodovinsko središče s 77 zaščitenimi spomeniki je bilo leta 2002 dodano na francoski poskusni seznam za prihodnjo nominacijo za Unescov seznam svetovne dediščine. Odlično stanje ohranjenosti se je zahvalilo pisatelju, uporniškemu borcu in politiku Andréju Malrauxu, ki je kot minister za kulturo (1960–1969) obnovil mesto in številna druga mesta zgodovinskega pomena po vsej Franciji. Središče starega mestnega jedra je sestavljeno iz brezhibno obnovljenih kamnitih stavb in je večinoma brez avtomobilov.
- Prenosna naprava za destilacijo v Sarlatu
- Hiša De La Boétie, Montaignovega nesmrtnega prijatelja
- Središče Sarlata na poletni dan

### Zgodovinsko Staro mesto
Od 17. stoletja je bil Sarlat politično nepomemben in je vse bolj obubožal. Stavbna struktura je sčasoma propadala, dokler francoska vlada leta 1962 ni sprejela zakona o ohranjanju spomenikov, ki je bil posebej namenjen obnovi zgodovinskih starih mestnih jeder. Obnova je trajala od leta 1964 do 1974 in je vključevala ne le zgodovinske stavbe, temveč celotno staro mestno jedro Sarlata. Od takrat je »oživljeno« mesto v središču pozornosti, zaradi česar se je turizem močno dvignil. Sarlat ima zdaj milijon obiskovalcev na leto.
Danes od obzidja in jarkov, ki so do 18. stoletja obdajali staro mestno jedro, ni ostalo nič. Jarke so zasuli in na njih uredili velik bulvar. Od starega mestnega obzidja je le nekaj ostankov. Poleg tega je bila v 19. stoletju urejena ravna ulica, Rue de la République, ki seka pot skozi staro mestno jedro in ga od takrat deli na vzhodno in zahodno polovico.
Osrednji točki starega mestnega jedra sta [[stolnica in mestna hiša. Sicer pa si kot nekaj samoumevnega stojijo stavbe iz srednjega veka, renesanse in baroka. Cerkev, katere najdragocenejši del opreme so orgle iz 17. stoletja, ima mogočen zvonik z romansko osnovo.
Na majhnem trgu pred cerkvijo je nekdanja škofovska palača z odprto ložo v zgornjem nadstropju in Maison de La Boétie, kjer se je leta 1530 rodil politik in pisatelj Étienne de La Boétie, prijatelj Michela de Montaigna. Za stolnico je Lanterne des Morts, valjast stolp, ki je verjetno služil predvsem kot posmrtna luč ali mrliška kapela.
Prostrana tržnica je le nekaj korakov od cerkve, pred baročno mestno hišo. Trg obdajajo elegantne palače; pod vijugastim Hôtel de Maleville. Sekularizirana župnijska cerkev Sainte-Marie, ki se zdaj uporablja kot tržnica, in Hôtel Chassaing na severni strani služita kot kulisa za letni gledališki festival. Za njim je majhen Place des Oies, ki ga prav tako obkrožajo slikovite stare hiše.
- Lanterne des Morts
- Marché de Sarlat
- Cerkev Sainte-Marie (1987)
- Tržna dvorana v nekdanji cerkvi Sainte-Marie
- Cimetière Sarlat

## Gospodarstvo
Kmetijstvo je že dolgo pomembno na območju Dordogne okoli Sarlata. Tobak v okolici Sarlata gojijo od leta 1857 in je bil v preteklosti glavna dobrina, a je v upadanju. Drugi kmetijski proizvodi so koruza, seno, orehi, orehovo olje, siri, vino, cèpes (jesenski goban) in tartufi.
Turizem: Številni obiskovalci – zlasti iz severne Evrope (Združeno kraljestvo, Nizozemska, Belgija, Nemčija itd.) – prihajajo na počitnice v Sarlat in regijo, ki ga obdaja, nekateri pa so se tam naselili za stalno. Meseca julij in avgust sta tradicionalno haute saison (visoka sezona) za obiskovalce, kot velja za večji del Francije zunaj Pariza.
Foie gras: obstaja več velikih tovarn foie gras, vključno z Rougiéjem, številni so majhni proizvajalci na tem območju; druge kmetije gojijo gosi in race za proizvodnjo izdelkov (confits, paštete itd.) iz teh ptic. Komuna ima letni tridnevni festival, Fest'oie, v čast tega pomembnega dela svojega gospodarstva, ki privablja tudi številne turiste.
Od leta 1991 v občini vsako leto novembra poteka filmski festival. Drugi dogodki so Festival tartufov, božični sejem in Fest'oie pozimi, Ringueta tradicionalnih iger in Festival gledaliških iger.

## Zanimivosti
Sarlat-la-Canéda je na seznamu francoskih umetnostno-zgodovinskih mest.
- gotska stolnica Saint-Sacerdos (12. do 14. stoletje)
- Château de Campagnac, iz 14. do 16. stoletja,
- Château de La Boétie iz 16. stoletja,
- ruševine škofijskega dvorca Temniac iz 15. stoletja.

## Pobratena mesta
- Franceville (Gabon);